# Гармаш Сергій Леонідович
Сергі́й Леоні́дович Гармаш (нар. 1 вересня 1958, Херсон, УРСР, СРСР) — радянський і російський актор театру і кіно українського походження. Заслужений артист Російської Федерації (2004). Народний артист Російської Федерації (2006). Лауреат низки російських кінопремій. Путініст та українофоб.
Фігурант бази даних центру «Миротворець».

## Ранні роки
Народився 1 вересня 1958 року в Херсоні.
Мама Сергія Гармаша закінчила сім класів, родом із села на заході України, все життя пропрацювала диспетчером на автобусній станції. Тато спочатку був водієм, потім закінчив інститут і став працювати на керівних посадах. Батьки Сергія — пенсіонери.
Сергій був непростою дитиною: частенько бився, бив вікна, міг умовити весь клас замість уроку піти в кіно. Пару разів його виключали зі школи. Батькові доводилось до Сергія застосовувати фізичні покарання.

## Освіта
Про акторську професію Сергій не думав — мріяв після школи вступити в морехідне училище. Вибір училища відбувся майже випадково, вибрав те, де іспитів трохи менше. Документи подали в Дніпропетровське театральне училище. Там Сергій Гармаш вивчився на артиста лялькового театру. Потім працював у Херсоні, виїжджаючи з гастролями по довколишніх селищах і колгоспах.
Через два роки був призваний до армії — у «будбат». Про той час Гармаш нітрохи не шкодує: «Я там багато чого навчився, що потім у житті стало в пригоді: можу бути бетонником, стропальником, руками багато чого вмію робити».
У 1979 році, після служби Сергій поїхав до Москви вступати до театрального училища. Спочатку подав документи відразу до трьох, але потім зупинив свій вибір на школі-студії МХАТ. На іспиті Гармаш читав двадцятихвилинний уривок з Достоєвського. Після закінчення в 1984 році школи-студії МХАТ (майстерня М. Тарханова) Гармаша прийняли до трупи Московського театру «Современник».

## Акторська кар'єра
Сьогодні Сергій Гармаш один з провідних акторів театру з цікавим і обширним репертуаром: Лопахін у «Вишневому саду» А. П. Чехова, Старший брат в «Карамазових і пекло» за мотивами пізнього Достоєвського, Альфонс у «Трьох товаришах» Ремарка і Михайло в «Мурлін Мурло» Миколи Коляди, Перший міністр у «Ще раз про голого короля» Леоніда Філатова.
Серед кінорежисерів, які працювали з Гармашем: Вадим Абдрашитов, Анджей Вайда, Станіслав Говорухін, Павло Лунгін, Микита Михалков, Ігор Таланкін, Валерій Тодоровський, Володимир Хотиненко.
У 2007 році вперше за свою кар'єру спробував себе як голосовий актор, озвучивши одного з персонажів популярного мультиплікаційного фільму: «Рататуй» (2007).

## Громадська позиція
Кілька разів зустрічався з Путіним і сидів з ним за одним столом. Російську агресію та повномасштабне вторгнення в Україну у 2022 році він жодним чином не коментував.
У червні 2022 року приїжджав до рідного, тимчасово окупованого російськими військами, міста «відновлювати роботу» Херсонського обласного академічного музично-драматичного театру імені Миколи Куліша, де починав свою акторську діяльність.
Рішенням Херсонської міської ради від 18.09.2023 був позбавлений звання «Почесний громадянин Херсона» (яке отримав ще у 2008 році) за схвалення військової агресії Росії проти України та «відновлення» роботи на російський лад Херсонського академічного обласного музично-драматичного театру ім. М.Куліша.

## Сім'я
У 1983 році в Херсоні одружився з Інною Тимофєєвою, однокурсницею по Школі-студії МХАТ (обоє були студентами четвертого курсу вишу). У 1988 році народилася донька Дар'я, у 2006 — син Іван.

## Фільмографія
- 1984 — «Загін»
- 1985 - «Слідство ведуть ЗнаТоКі. Пожежа»
- 1986 — «Мій ніжно коханий детектив»
- 1986 — «Карусель на базарній площі»
- 1986 — «Образа»
- 1986 — «У глушині, що стріляє»
- 1986 — «Чужа біла і рябий»
- 1987 — «Моонзунд»
- 1987 — «Шантажист»
- 1987 — «Руда фея» (Кіностудія імені Олександра Довженка і Творче об'єднання «Веселка»)
- 1988 — «Одного разу в грудні»
- 1988 — «Чорний коридор»
- 1989 — «А чи був Каротин?»
- 1989 — «Свавілля»
- 1989 — «Сталінград»
- 1989 — «Мана»
- 1989 — «Кому на Русі жити...»
- 1990 — «Повість непогашеного місяця»
- 1990 — «Хомо новус»
- 1990 — «За 206-ю…»
- 1991 — «Армавір»
- 1992 — «Виховання жорстокості у жінок і собак»
- 1994 — «Майстер і Маргарита»
- 1995 — «Літні люди»
- 1998 — «Незримий мандрівник»
- 1998 — «Ворошиловський стрілець»
- 1999—2011 «Каменська» (ТВ)
- 2001 — «Механічна сюїта»
- 2002 — «Щоденник камікадзе»
- 2002 — «Бригада» Олександр Олександрович Тучков, «Сан Санич», командир СЗШР, полковник міліції (12 серія)
- 2002 — «Кавказька рулетка»
- 2002 — «Коханець»
- 2003 — «А ранком вони прокинулися»
- 2004 — «Свої»
- 2004 — «72 метри»
- 2004 — «Бідні родичі»
- 2005 — «Брежнєв» (телесеріал)
- 2006 — «Полювання на піранью»
- 2007 — «12»
- 2007 — «18—14»
- 2007 — «Російська гра»
- 2008 — «Морфій»
- 2008 — «Той, хто гасить світло»
- 2008 — «Ілюзія страху» (Україна)
- 2008 — «Тато напрокат» (Росія—Україна)
- 2008 — «Залюднений острів» — Аллу Зеф,
- 2008 — «Стиляги» — батько Мелса
- 2009 — «Чорна Блискавка» — батько Діми
- 2009 — «Людина біля вікна» — Борис Казанцев
- 2010 — «Стомлені Сонцем 2: Передстояння» — отець Олександр
- 2010 — «Викрутаси» — Хлобустін
- 2010 — «Донька якудзи»
- 2010 — «Край»— майор Фішман
- 2010 — «Ялинки» — міліціонер
- 2010 — «Викрутаси»
- 2013 — «Попіл» (телесеріал)
- 2015 — «Кінець прекрасної доби»
- 2016 — «Дуелянт» — Василь Васильович Сємьонов
- 2017 — «Матильда» — імператор Олександр III
- 2017 — «Рух вгору»
- 2017 — «Тяжіння»
- 2017 — «Холодне танго»
- 2018 — «Два квитки додому»
- 2019 — «Одеський пароплав»
- 2019 — «Вторгнення»
- 2019 — «Люби їх усіх»
- та інші…